# Войславичі (Люблінське воєводство)
Войславичі (пол. Wojsławice) — село в Польщі, у гміні Войславичі Холмського повіту Люблінського воєводства. Населення — 1598 осіб (2011).

## Назва
На думку мовознавиці Галини Вишневської, назва села походить від давнього руського імені Воїслав.

## Історія

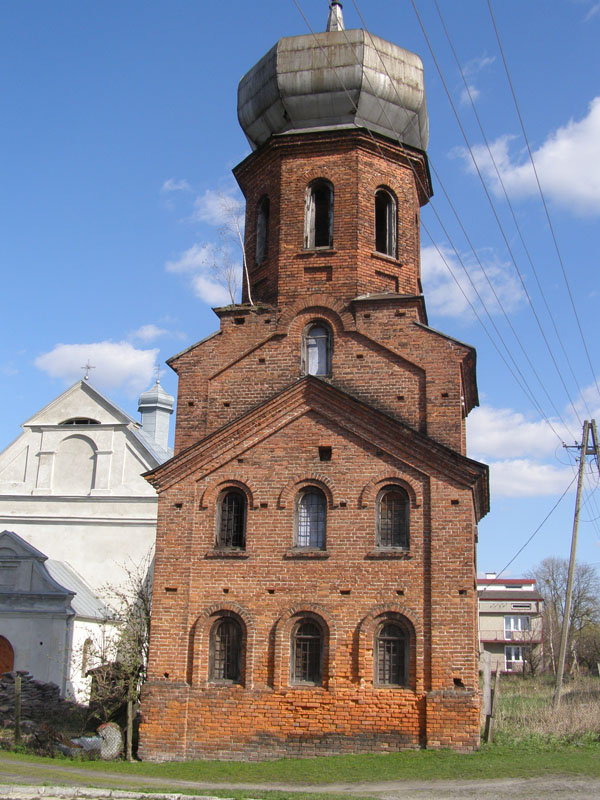
Дзвінниця біля церкви

1446 року вперше згадується православна церква в селі.
1784 року в селі зведено муровану греко-католицьку церкву. 1870 року біля церкви збудовано муровану дзвінницю.
За даними етнографічної експедиції 1869—1870 років під керівництвом Павла Чубинського, у селі здебільшого проживали українськомовні греко-католики, меншою мірою — польськомовні римо-католики.
1872 року місцева греко-католицька парафія налічувала 839 вірян.
22 липня 1938 року польська влада в рамках великої акції знищення українських храмів на Холмщині і Підляшші зруйнувала місцеву православну капличку.
1950 року колишню греко-католицьку церкву перебудовано і перетворено на музейний склад.
У 1975—1998 роках село належало до Холмського воєводства.

## Населення
Демографічна структура станом на 31 березня 2011 року:
|          | Загалом | Допрацездатний вік | Працездатний вік | Постпрацездатний вік |
| -------- | ------- | ------------------ | ---------------- | -------------------- |
| Чоловіки | 786     | 153                | 549              | 84                   |
| Жінки    | 812     | 147                | 454              | 211                  |
| Разом    | 1598    | 300                | 1003             | 295                  |